# Due vite segnate
Due vite segnate (Miracle Run) è un film per la televisione del 2004 andato in onda negli Stati Uniti su Lifetime Television. Gli interpreti principali sono Mary-Louise Parker, Zac Efron e Aidan Quinn.

## Messe in onda internazionali
- Uscita negli  USA: 9 agosto 2004
- Uscita in  Spagna: 10 marzo 2005